# 吉田桃華
吉田 桃華（よしだ ももか、1991年5月13日 - ）は、日本の俳優、ナレーター。
奈良県出身。スターヒル所属。

## 略歴
奈良県宇陀郡の小さな村で生まれ、地域ぐるみの付き合いから、人のぬくもりを身近に感じ、大自然とともに育つ。高校時代には、夏の高校野球県大会高校生リポーターに3年間選抜される（第88回、89回、90回大会）。高校3年生の秋、2010ミス・ユニバース・ジャパンに応募し、日本最終選考会にて、準グランプリとなる。2012年から奈良県曽爾村の観光大使を務めている。現在、俳優、ナレーターとして活動中。
2025年　エアロパーツメーカー「イングス (自動車関連)」ブランドアンバサダーに就任

## 出演

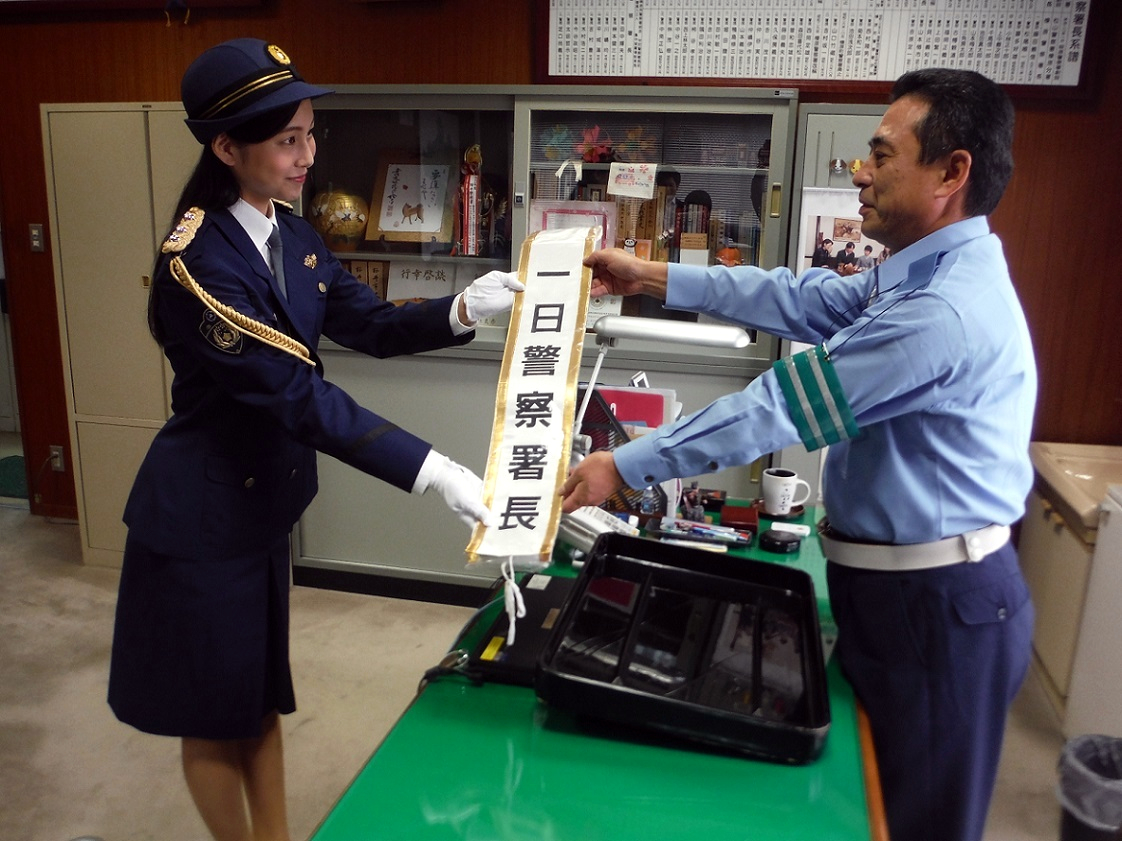
2018年9月21日、一日署長委嘱式にて桜井警察署署長今西一喜（右）と

### テレビドラマ
- 事件救命医2〜IMATの奇跡〜（2014年6月15日、テレビ朝日） - 指揮本部オペレーター 役
- キャビンアテンダント刑事〜ニューヨーク殺人事件〜（2014年7月7日、フジテレビ） - 客室乗務員 役
- ペテロの葬列 第7話（2014年8月18日、TBS） - レストランスタッフ 役
- 新・ミナミの帝王（関西テレビ）
  - 第9作「2万5千円の約束」（2015年1月4日）
  - 第10作「美人詐欺師の罠」（2015年1月12日）
- 時代劇法廷スペシャル～被告人は坂本龍馬～（2015年3月21日、時代劇専門チャンネル） - 桜井桃子 役
- NMBとまなぶくん 木曜刑事ドラマ「相方season2,3」（2015年、関西テレビ） - 仲山佳那 役
- 初恋芸人 第1話・第6話（2016年3月1日・4月5日、NHK BSプレミアム） - 千佳 役
- あんみつ検事の捜査ファイル「女検事の涙は乾く」（2016年6月13日、TBS） - 記者 役
- 水族館ガール 第6話（2016年8月26日、NHK総合） - エリナ 役
- ママゴト 最終話（2016年10月18日、NHK BSプレミアム） - アナウンサー 役
- 吉祥寺だけが住みたい街ですか? 第10話・最終話（2016年12月17日・24日、テレビ東京） - 雑誌表紙モデル 役
- 花嵐の剣士 〜幕末を生きた女剣士・中澤琴〜（2017年1月14日、NHK BSプレミアム） - しの 役
- 新宿セブン 第4話（2017年11月4日、テレビ東京） - 長田愛香 役
- ミナミの帝王ZERO（2019年4月26日 - 6月28日） - 中川智美 役
- 伝説のお母さん 第1話（2020年2月1日、NHK総合） - 料理番組のアナウンサー 役
- 日暮里チャーリーズ（2020年8月2日 - 30日、朝日放送テレビ） - 不二子 役[4]
- 眼の壁（2022年6月19日 - 、WOWOW） - ウキシマ電業経理部社員 役[5]
- テッパチ! 第10話（2022年9月7日、フジテレビ） - 京香 役[6]
- 最初はパー 第2話（2022年11月4日、テレビ朝日） - ハンカチを落した女性 役[7]
- 育休刑事 第5話（2023年5月16日、NHK総合・NHK BS4K） - 友永の妻 役
- セレブ男子は手に負えません 第6話（2024年2月25日、朝日放送テレビ） - お母さん 役
- 理想的本箱 君だけのブックガイド　「勉強したくない時に読む本」（2024年9月7日、NHK Eテレ） - 木村ミドリ　役
- ロンダリング　（2025年7月4日、関西テレビ） - 國本映美　役
- 極道上司に愛されたら　（2025年7月22日、MBS） - 楢崎奈津美　役

### 映画
- 利休にたずねよ（2013年、東映） - 秀吉側室 役

### その他のテレビ番組
- ゆうがたLIVE ワンダー「ワンダーのトビラ」（2015年 - 2016年3月、関西テレビ） - レポーター
- みんなのニュース ワンダー「ワンダーのトビラ」（2016年 - 2017年3月、関西テレビ） - レポーター
- 2025年　NHK BS4K　『にっぽん百低山』「倶留尊山」曽爾村　ゲスト

### TVCM
- イーブロードコミュニケーションズ
- タナクリーム
- 森村金属株式会社　「モリソン」
- エウレア　ナレーション
- ペットのおまわりさん　ナレーション
- ファナティックス

### Web動画
- 2018年 紀陽銀行とFM802プロジェクト「NAMBA SQUARE」
- 2021年 ロボットシステムインテグレータ協会「未来に架ける橋」episode5：パートナー探し カナコ役
- 2023年 センチュリー21 ショートドラマ「家にはドラマがあふれている」　主演　櫻井真理子役
- 2024年 「ワタシ限定イケメンビッフェ」　島琴美役

### イベント
- 奈良県桜井警察署「一日警察署長兼交通安全キャラバン隊隊長」（2017年 - 2019年）